# Прутине
Прутине (на сръбски: Прутине) е село в Босна и Херцеговина, разположено в община Пале, в ентитета на Република Сръбска. Населението му според преброяването през 2013 г. е 159 души, от тях: 158 (99,37 %) сърби и 1 (0,62 %) не се е определил.

## Население
Численост на населението според преброяванията през годините:
- 1961 – 175 души
- 1971 – 130 души
- 1981 – 104 души
- 1991 – 101 души
- 2013 – 159 души